# Trnov
Trnov (en allemand : Dornhof) est une commune du district de Rychnov nad Kněžnou, dans la région de Hradec Králové, en République tchèque. Sa population s'élevait à 741 habitants en 2020.

## Géographie
Trnov se trouve à 6 km au sud de Dobruška, à 12 km au nord-ouest de Rychnov nad Kněžnou, à 25 km à l'est-nord-est de Hradec Králové et à 125 km à l'est-nord-est de Prague.
La commune est limitée par Semechnice au nord, par Podbřezí au nord-est, par Bílý Újezd à l'est, par Byzhradec et Voděrady au sud, et par Přepychy et Opočno à l'ouest.

## Histoire
La première mention écrite de la localité date de 1388 .

## Administration
La commune se compose de quatre quartiers :
- Trnov
- Houdkovice
- Zádolí
- Záhornice